# Diplosolen obelium
Diplosolen obelium är en mossdjursart som först beskrevs av Johnston 1838.  Diplosolen obelium ingår i släktet Diplosolen och familjen Diastoporidae. Inga underarter finns listade i Catalogue of Life.